# 纯函数式编程
在计算机科学中，纯函数式编程通常指示一种编程范型，这是建造计算机程序的结构和元素的一种风格，就是将所有计算都当作数学函数的求值（evaluation）。纯函数式编程还可以定义为禁用状态变更并保持数据的不可变性。
纯函数式编程主要在于确保函数遵守函数式范型，只依赖于它们的实际参数，而不用管任何全局或局部的状态。

## 纯与非纯的区别
在纯与非纯函数式编程之间的确切区别是有争议的事情。
当一个程序使用了某些函数式编程概念的时候， 比如头等函数和高阶函数，它通常就被称为是函数式的。但是，头等函数不必然是纯函数式的，由于它可以使用来自指令式范型的技术，比如数组或输入/输出方法，故而它们不是纯函数程序。事实上，最早被引证为函数式的编程语言，IPL和LISP，按照当前定义都是非纯函数式语言。
纯函数式数据结构必然是持久性数据结构。持久性是函数式编程所要求的，如果没有它，相同的计算就可能返回不同的结果。函数式编程可以使用非纯函数式的持久性数据结构，比如持久性数组，而这些数据结构不可以用在纯函数式程序中。
纯粹采用函数式编程的基础部件（如map、reduce、filter等），进行反应式编程（异步数据流程编程）的编程范型，被称为函数式反应式编程。

## 纯函数式编程的性质

### 单赋值
任何改变现存值的赋值（比如x := x + 1），在纯函数式编程中都是不允许的。在现今的函数式编程中，赋值是被劝阻的，用以支持也叫做“初始化”的单赋值。单赋值是名字绑定的用例，不同于本文其他部分描述的赋值之处在于，它只能做一次，通常是在变量被创建的时候，不允许后续的重新赋值。纯函数式编程共通于数据流程编程的这个特征，简化了并行计算，因为求值的两个部份如果都是纯函数式的就会永不交互。

### 引用透明性
如果将一个表达式替代为它的值只在程序执行的特定点上是有效的，则这个表达式不是引用透明性的。这些顺序点的定义和次序是指令式编程的理论基础。引用透明性的表达式可以在任何时间求值，既不需要定义顺序点也根本不需要对求值次序的任何保证，不需要做这些考虑的编程叫做纯函数式编程。
写引用透明性风格的代码的好处是能得到智能编译器，易于静态代码分析，和自动进行更好的代码优化。强制引用透明性的语言的主要缺点是，使得表达天然适合指令式编程的步骤序列的运算，更加蠢笨和更不简洁。这些语言通常结合某种机制，使得这些任务更加容易而又保持语言的纯函数式性质，比如明确子句文法和单子。
引用透明性要求表达式是纯函数的，也就是表达式的值对于相同的输入也必须是相同的，它的求值不能有副作用。在现今的函数式编程中，很少使用副作用。缺少副作用导致程序易于形式验证。函数式语言比如Standard ML、Scheme和Scala不限制副作用，但是编程者会习惯性的避免使用它们。函数式语言Haskell使用单子行动来表达副作用，比如输入/输出和其他有状态的计算。

### 数据结构
纯函数式数据结构，是可以用纯函数式语言如Haskell实现的数据结构。实际上，这意味着建造这种数据结构，必须只使用持久性数据类型比如元组、和类型、积类型，和基本类型如整数、字符、字符串。纯函数式数据类型，同它们的指令式对应者相比，经常以不同的方式表现。例如，具有以恒定时间来访问和更新的数组，是多数指令式语言的基本构件，而且很多指令式数据结构，比如散列表和二叉堆，也是基于数组的。数组可以被替代为映射或随机访问列表，它容许纯函数式实现，但是访问和更新时间复杂度是对数。因此，纯函数式数据结构可以用在非纯函数式语言中，但是它们可能不是能得到的最有效率的工具，特别是不要求持久性的情况下。
一般而言，把一个指令式程序转换成纯函数式程序，还需要确保原先可变的那些数据结构，变为显式的传递给并返回自更新它们的函数，这是叫做存储传递风格的一种程序结构。

### 求值策略
每种求值策略对当纯函数式编程时都返回相同的结果。特别是，它确保编程者不需要考虑程序是按什么次序求值的，因为及早求值（严格求值）将返回同惰性求值（非严格求值）相同的结果。但是，仍有可能一个及早求值可以不终止，而相同程序的惰性求值会停机。纯函数式的好处是惰性求值是可以被更容易的实现，因为所有表达式在任何时刻都返回同样的结果，不用管程序的状态，它们的求值可以随着需要而推延。

## 纯函数式语言
纯函数式语言是只认可纯函数编程的语言。但是纯函数式程序可以用非纯函数式的语言写成。纯函数式语言主要有：
- Agda
- Clean
- Gallina（Coq）
- Cuneiform
- Curry
- Elm
- Futhark
- Haskell
- Idris
- jq
- Mercury
- PureScript
- Reason
- SAC
- Ur

历史上曾有重要影响的还有NPL、Hope、SASL、KRC和Miranda以及Joy等。

## 引用
1. ↑  Sabry, Amr. . Journal of Functional Programming. January 1993, 8 (1): 1–22. doi:10.1017/S0956796897002943.
2. ↑  Atencio, Luis. . Manning Publications. 18 June 2016. ISBN 978-1617292828.
3. ↑  The memoir of Herbert A. Simon (1991), Models of My Life pp.189-190 ISBN 0-465-04640-1 claims that he, Al Newell, and Cliff Shaw are "commonly adjudged to be the parents of [the] artificial intelligence [field]", for writing Logic Theorist, a program which proved theorems from Principia Mathematica automatically. In order to accomplish this, they had to invent a language and a paradigm which, which viewed retrospectively, embeds functional programming.
4. ↑  McCarthy, John. . In ACM SIGPLAN History of Programming Languages Conference. June 1978: 217–223  [2020-04-24]. doi:10.1145/800025.808387. （原始内容存档于2008-06-07）.
5. ↑  Crossing borders: Explore functional programming with Haskell 的存檔，存档日期November 19, 2010，., by Bruce Tate
6. ↑  Marlow, Simon. . O'Reilly Media. 18 June 2013. ISBN 978-1449335946.
7. ↑  .   [2021-02-07]. （原始内容存档于2021-05-02）.
8. ↑  Haskell 98 report, http://www.haskell.org （页面存档备份，存于）.
9. ↑  Imperative Functional Programming, Simon Peyton Jones and Phil Wadler, Conference Record of the 20th Annual ACM Symposium on Principles of Programming Languages, pages 71–84, 1993
10. ↑  Purely functional data structures （页面存档备份，存于） by Chris Okasaki, Cambridge University Press, 1998, ISBN 0-521-66350-4